# Alberto José do Vale Rêgo Amorim
Alberto José do Vale Rego de Amorim ComM foi Presidente da Câmara Municipal de Braga, de 9 de Outubro de 1970 a 3 de Maio de 1974.
A 10 de Junho de 1990 foi feito Comendador da Ordem do Mérito.